# NGC 7477
NGC 7477 је спирална галаксија у сазвежђу Рибе која се налази на NGC листи објеката дубоког неба.
Деклинација објекта је + 3° 7' 6" а ректасцензија 23h 4m 40,7s. Привидна величина (магнитуда) објекта NGC 7477 износи 15,7 а фотографска магнитуда 16,5.